# Rhacophorus norhayatii
Espèce
Rhacophorus norhayatii est une espèce d'amphibiens de la famille des Rhacophoridae.

## Répartition
Cette espèce se rencontre en Malaisie péninsulaire et en Thaïlande. Sa présence est incertaine à Sumatra.

## Étymologie
Cette espèce est nommée en l'honneur de Norhayati Ahmad.

## Publication originale
- Chan & Grismer, 2010 : Re-assessment of the Reinwardt's Gliding Frog, Rhacophorus reinwardtii (Schlegel 1840)(Anura: Rhacophoridae) in southern Thailand and Peninsular Malaysia with it re-description as a new species. Zootaxa, no 2505, p. 40-50.